# Félix Gouin
Félix Gouin (Peypin, 4 oktober 1884 - Nice, 25 oktober 1977), was een Frans sociaaldemocratisch politicus en van 26 januari tot 24 juni 1946 voorzitter van de Voorlopige Regering van Frankrijk.

## Achtergrond, opleiding en vroege carrière
Gouins ouders waren leraar aan een school. Hij bezocht het lycée van Marseille en studeerde daarna rechten aan nabijgelegen Universiteit van Provence in Aix-en-Provence. Hij werd in 1907 als advocaat toegelaten tot de balie van Marseille en bleef zijn beroep tot 1953 uitoefenen.
Gouin was vanaf jonge leeftijd politiek actief. Hij sloot zich in 1902 bij socialistische kring van Marseille aan en werd in 1904 lid van de socialistische partij Section Française de l'Internationale Ouvrière (SFIO). Hij was van 1911 tot 1958 lid van de Conseil général van het departement Bouches-du-Rhône.
Gouin nam in 1914, aan het begin van de Eerste Wereldoorlog, vrijwillig dienst in het Franse leger. Hij nam deel aan diverse veldslagen, waaronder de Slag om Verdun in 1916. Hij hervatte in 1919 zijn carrière als advocaat. Hij werd in 1920 tot burgemeester van Istres in de Bouches-du-Rhône gekozen en bleef dit tot 1958, het jaar dat hij uit de politiek stapte. Hij werd in 1924 voor de SFIO in de Chambre des Deputés gekozen. Hij vertegenwoordigde Bouches-du-Rhône. Hij werd in 1938 een van de voornaamste medewerkers van socialistenleider Léon Blum, de voorzitter van de SFIO en premier van twee kabinetten voor het Volksfront, 1936–1937 en 1938.

## Tweede Wereldoorlog
Gouin was een van de 80 parlementariërs die 10 juli 1940 tegen het verlenen van volmachten aan maarschalk Philippe Pétain stemde. Hij trad tijdens het Proces van Riom in maart 1942 als advocaat Léon Blum op. Blum werd door de autoriteiten van Vichy-Frankrijk medeverantwoordelijk gehouden voor de Franse nederlaag in juni 1940.
Hij richtte in maart 1941 samen met Daniel Mayer de verzetsgroep Comité d'Action Socialiste op en werd in mei 1942 opgepakt. Hij zat enige tijd in een concentratiekamp gevangen, maar ontkwam in augustus 1942 via Spanje naar Londen en werd een van de socialistische raadgevers van generaal Charles de Gaulle. Daarnaast was hij commissaris voor Staatshervorming en lid van de Assemblée consultative provisoire, Voorlopige raadgevende vergadering, in Parijs. Hij vergezelde in september 1943 De Gaulle tijdens die bezoek aan Frans Algerije. Hij werd op 10 november 1943 gekozen tot voorzitter van het Comité Français de la Libération Nationale in Algiers. Gouin keerde na de Bevrijding van Parijs in augustus 1944 naar Frankrijk terug.
Gouin werd in oktober 1944 tot voorzitter gekozen van de Assemblée consultative provisoire. Hij werd in 1945 voor Marseille in Assemblée nationale constituante, het voorlopig parlement gekozen. Hij werd in november 1945 met overweldigende meerderheid gekozen tot voorzitter van de Grondwetgevende Vergadering, tot 1946. Hij kwam in 1946voor het departement Bouches-du-Rhône in de Assemblée nationale.

## Premier van Frankrijk
Gouin werd in januari 1946 als opvolger van De Gaulle tot Voorlopige Regering van Frankrijk gekozen. Zijn kabinet bestond uit de drie partijen Section Française de l'Internationale Ouvrière, de Communistische Partij en de Mouvement Républicain Populaire, die zich tijdens de Tweede Wereldoorlog het meest hadden onderscheiden in het verzet tegen de Duitsers en Vichy-Frankrijk. Het kabinet kreeg op 29 januari 1946 de goedkeuring van het Assemblée nationale met 503 tegen 44 stemmen. Zijn kabinet zette zich voor de nationalisering van verschillende ondernemingen in. Alle nutsbedrijven in Frankrijk werden op 8 april 1946 genationaliseerd en werden in één onderneming verenigd, EDF. Daaronder vielen Gaz de France, steenkoolondernemingen en 34 verzekeringsmaatschappijen. Gouin trad na parlementsverkiezingen van juni 1946 als regeringsleider af. Georges Bidault stelde een regering samen, waarin Gouin vicepremier was, 24 juni - 16 december 1946. Gouin was van 16 december 1946 tot 22 juni 1947 minister van Staat in het derde kabinet-Blum.
Gouin bleef ook na de constituering van de Vierde Franse Republiek in 1947 politiek actief. Hij was minister van Staat en voorzitter van de Planningscommissie in het kabinet-Ramadier I (22 januari - 22 oktober 1947) en gedelegeerd-minister van Posterijen, Telegrafie en Telefonie in het kabinet-Ramadier II (22 oktober - 19 november 1947).
Gouin overleed op 94-jarige leeftijd.
- Bibliothèque nationale de France: cb121395839 (data)
- Gemeinsame Normdatei: 124350399
- International Standard Name Identifier: 0000 0000 2479 9778
- Base Léonore: C/0/20
- Nederlandse Thesaurus van Auteursnamen: 073916145
- Système universitaire de documentation: 029857279
- Trove: 1502407
- Virtual International Authority File: 36953812
- WorldCat: E39PBJp4YYTmDPggXJbHG3pByd